# Каср Аль Ватан
Каср аль-Ватан (араб. قَصْر ٱلْوَطَن‎ ' Дворец нации ') — президентский дворец Объединённых Арабских Эмиратов, расположенный в Абу-Даби.

## История
Строительство дворца было завершено в 2017 году.
Шейхи Халифа ибн Заид Аль Нахайян (правитель Абу-Даби и президент Объединённых Арабских Эмиратов) и Мухаммад ибн Заид Аль Нахайян (наследный принц Абу-Даби и заместитель Верховного главнокомандующего вооружёнными силами ОАЭ) открыли дворец для публики в 2019 году. До этого дворец использовался только для официальных целей, в основном для размещения иностранных лидеров государств, и для заседаний высшего совета страны. После открытия для публики дворец продолжает использоваться для этих целей.
Церемония открытия прошла 11 марта 2019 года и была организована Мухаммадом ибн Заидом и Мохаммедом ибн Рашидом Аль Мактумом (вице-президентом и премьер-министром ОАЭ и правителем Дубая). В августе сайт путешествий и туризма Hotel and Rest назвал дворец одним из 20 лучших памятников искусства и культуры в мире. В 2020 году президентский дворец Каср Аль-Ватан был номинирован на премию World Travel Awards как главная культурная туристическая достопримечательность Ближнего Востока.

## Интерьер и экстерьер
С фасадом из белого гранита и известняка, в основном белый дворец замысловато спроектирован и богато украшен. Включает в себя купол диаметром 37 м (121 футов), люстра из 350 000 хрусталей и несколько отсеков. Купол расположен на вершине центральной камеры, известной как «Большой зал», которая окружена двумя крыльями с востока и запада.

### Восточное крыло
В восточном крыле находится «Дом знаний», где хранится ряд артефактов. Хранящиеся предметы включают подарки, преподнесенные приезжими официальными лицами из других стран, и 2 религиозных текста в «Доме знаний»: Коран (в том числе копию бирмингемской рукописи) и Библию (в том числе Псалмы Давида). Существует также библиотека с более чем 50 000 книг, которые документируют культурную, социальную и политическую историю страны.

### Западное крыло
В западном крыле есть комната, известная как «Дух сотрудничества» (Spirit of Collaboration room), где проходят заседания Кабинета министров ОАЭ, саммиты международных организаций, таких как Организация Исламская конференция, Лига арабских государств и Совет сотрудничества стран Персидского залива.

## Внешние ссылки
- Внутри президентского дворца Абу-Даби ( Gulf News на YouTube )